# Zoran Mušič
Zoran Mušič (ur. 12 lutego 1909 w Bukovicy, zm. 25 maja 2005 w Wenecji) – słoweński malarz i rysownik, przedstawiciel École de Paris. Połowę życia spędził mieszkając i pracując w Wenecji i Paryżu.